# Nithecus jacobaeae
Nithecus jacobaeae är en insektsart som först beskrevs av Friedrich von Schilling 1829.  Nithecus jacobaeae ingår i släktet Nithecus, och familjen fröskinnbaggar. Arten är reproducerande i Sverige.